# Georg Aminoff (1895–1977)
Georg Erik Karl Wilhelm Aminoff, född 17 oktober 1895 i Livgardet till häst församling, Stockholms stad, död 10 oktober 1977 i Oscars församling, Stockholms län, var en svensk hovman.

## Biografi
Georg Aminoff föddes 1895 i Stockholm. Han var son till militären Gregor Aminoff och Emma Elisabet Fredrika af Edholm. Aminoff tjänstgjorde som kammarjunkare 31 december 1920. Han blev sedan kammarherre och erhöll bland annat Konung Gustaf V:s jubileumsminnestecken, Konung Gustaf V:s jubileumsminnestecken II, Konung Gustav V:s minnestecken, riddare av Nordstjärneorden och riddare av Vasaorden. Aminoff blev 1950 vice ceremonimästare i Ceremonistaten.
Aminoff kom att äga Horn i Överenhörna socken.